# Nychiodes interrupta
Nychiodes interrupta är en fjärilsart som beskrevs av Wagner 1919. Nychiodes interrupta ingår i släktet Nychiodes och familjen mätare. Inga underarter finns listade i Catalogue of Life.